# Safety Harbor
Safety Harbor ist eine Stadt im Pinellas County im US-Bundesstaat Florida. Das U.S. Census Bureau hat bei der Volkszählung 2020 eine Einwohnerzahl von 17.072 ermittelt. Nach diesem Ort wurde die Safety-Harbor-Kultur benannt, deren archäologische Ausgrabungsstätten in der Nähe liegen. 

## Geographie
Safety Harbor grenzt im Westen direkt an Clearwater, im Nordosten an Oldsmar und im Osten an die Tampa Bay. Die Stadt liegt etwa 20 Kilometer westlich von Tampa.

## Demographische Daten
Laut der Volkszählung 2010 verteilten sich die damaligen 16.884 Einwohner auf 8375 Haushalte. Die Bevölkerungsdichte lag bei 1329,4 Einw./km². 89,7 % der Bevölkerung bezeichneten sich als Weiße, 4,5 % als Afroamerikaner, 0,2 % als Indianer und 2,6 % als Asian Americans. 1,0 % gaben die Angehörigkeit zu einer anderen Ethnie und 2,0 % zu mehreren Ethnien an. 5,8 % der Bevölkerung bestand aus Hispanics oder Latinos.
Im Jahr 2010 lebten in 25,3 % aller Haushalte Kinder unter 18 Jahren sowie 32,0 % aller Haushalte Personen mit mindestens 65 Jahren. 63,7 % der Haushalte waren Familienhaushalte (bestehend aus verheirateten Paaren mit oder ohne Nachkommen bzw. einem Elternteil mit Nachkomme). Die durchschnittliche Größe eines Haushalts lag bei 2,27 Personen und die durchschnittliche Familiengröße bei 2,83 Personen.
21,2 % der Bevölkerung waren jünger als 20 Jahre, 17,1 % waren 20 bis 39 Jahre alt, 34,3 % waren 40 bis 59 Jahre alt und 27,4 % waren mindestens 60 Jahre alt. Das mittlere Alter betrug 48 Jahre. 47,5 % der Bevölkerung waren männlich und 52,5 % weiblich.
Das durchschnittliche Jahreseinkommen lag bei 60.403 $, dabei lebten 9,5 % der Bevölkerung unter der Armutsgrenze.
Im Jahr 2000 war englisch die Muttersprache von 92,98 % der Bevölkerung, spanisch sprachen 4,04 % und 2,98 % hatten eine andere Muttersprache.

## Sehenswürdigkeiten
Die Ingleside und die Safety Harbor Site sind im National Register of Historic Places gelistet.

## Verkehr
Safety Harbor wird von der Florida State Road 590 durchquert.
Der nächste Flughafen ist der rund zehn Kilometer südlich gelegene St. Petersburg-Clearwater International Airport.

## Kriminalität
Die Kriminalitätsrate lag im Jahr 2010 mit 170 Punkten (US-Durchschnitt: 266 Punkte) im niedrigen Bereich. Es gab drei Vergewaltigungen, vier Raubüberfälle, 22 Körperverletzungen, 80 Einbrüche, 319 Diebstähle, sieben Autodiebstähle und zwei Brandstiftungen.